# Sphoeroides spengleri
Compère Collier
Espèce
Statut de conservation UICN

 LC  : Préoccupation mineure
Sphoeroides spengleri, le Compère Collier, est une espèce de poissons marins et d'eau saumâtre de la famille des Tetraodontidae.

## Répartition
Ce poisson se rencontre dans l'Atlantique ouest, depuis les côtes du Massachusetts (États-Unis) jusqu'à l’État de Santa Catarina au Brésil. C'est une espèce abondante dans tous les habitats côtiers où la couverture est adéquate, comme les herbiers marins et les platiers récifaux.
À la suite des travaux de Collignon et de Blache et leur utilisation dans le  Catalogue des Poissons de l’Atlantique du nord-est et de la Méditerranée (CLOFNAM) de l'UNESCO qui a longtemps fait autorité pour les poissons de l'Atlantique nord-est et la Méditerranée, l'espèce Sphoeroides marmoratus a été souvent diagnostiquée à tort dans ces régions comme étant S. spengleri. Au début des années 2000 plusieurs travaux,, ont commencé à mettre en évidence ces erreurs d'identification qui avaient conduit a décrire l'espèce S. spengleri comme présente « des deux côtés de l'Atlantique tropical (de Madère à l'Angola et de la Nouvelle-Angleterre au Brésil) »,.

## Description
Sphoeroides spengleri peut mesurer jusqu'à 30 cm de longueur totale mais sa taille habituelle est d'environ 12 cm. Ce poisson se nourrit de mollusques, de crustacés et d'échinodermes. C'est une espèce ovipare.

## Sphoeroides spengleriet l'Homme
Sphoeroides spengleri est commercialisé comme poisson d'aquarium dans l’État de Ceará au Brésil.
Ce poisson ne peut pas être consommé car il est toxique.

## Systématique
Le nom valide complet (avec auteur) de ce taxon est Sphoeroides spengleri (Bloch, 1785).
Ce taxon porte en français le nom vernaculaire ou normalisé suivant : Compère Collier,.
L'espèce a été initialement classée dans le genre Tetrodon sous le protonyme Tetrodon spengleri Bloch, 1785.
Sphoeroides spengleri a pour synonymes :
- Sphaeroides spengleri (Bloch, 1785)
- Tetrodon spengleri Bloch, 1785

### Étymologie
Son épithète spécifique, spengleri, lui a été donnée en l'honneur de l'ami de l'auteur, Lorenz Spengler (1720-1807), naturaliste danois qui a fourni le spécimen type.

### Publication originale
- (de) M. E. Bloch, Naturgeschichte der ausländischen Fische, Berlin, 1785, vol. 1, p. 1-136.